# Григорій XI
Григорій XI (лат. Gregorius; бл.1336, Лімузен — 27 березня 1378, Рим) — двохсотий папа Римський (30 грудня 1370—27 березня 1378). Сьомий папа періоду Авіньйонського полону.

## Життєпис
Народився у Розьє-д'Еглетоні, в Лімузені. Під час його понтифікату вживались суворі заходи з метою подолання єресей, які поширились у Німеччині, Англії та інших частинах Європи, значні зусилля витрачались на реформування різних чернецьких орденів. Григорій XI у 1377 році формально засудив 19 статей Джона Вікліфа.
Повернення Григорія XI до Риму 27 січня 1377 року пов'язується з переконливими промовами св. Катерини Сієнської. Після повернення до Апостольської столиці Григорій XI прожив недовго та помер 27 березня 1378 року. Його наступником став папа Урбан VI (1378–89), проте його суперник антипапа Климент VII (1378–89) також отримав значну підтримку. Почався період Західної Схизми (1378—1417), який тривав майже 40 років.
У листі від 19 липня 1372 року до краківського єпископа Флоріана Мокрського висловив жаль, що єпископські пости в Галицькій митрополії займають схизматики, наказав їх зняти із займаних кафедр.

## Політика відносно Галицько-Волинських земель

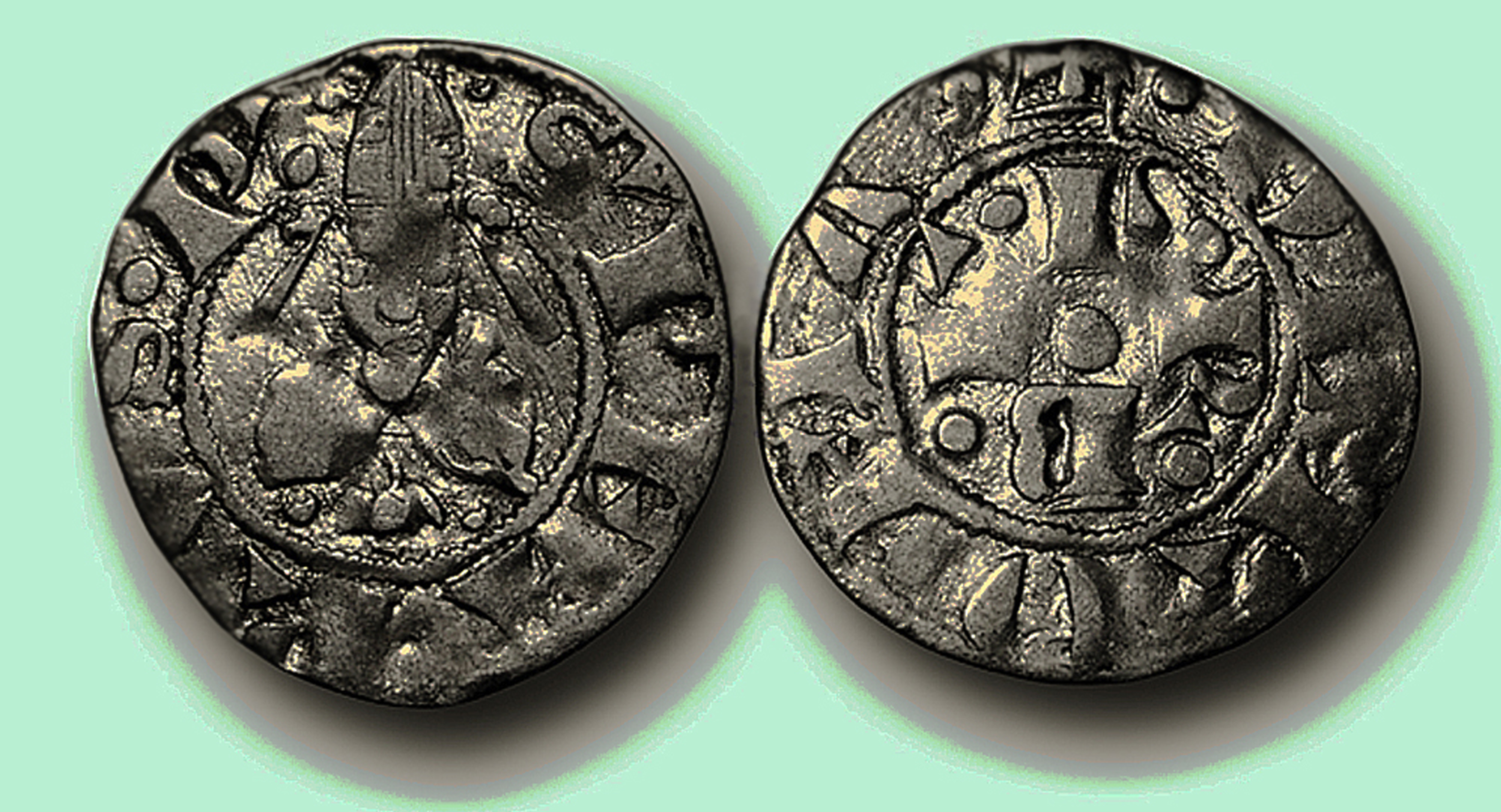
Монета з зображенням Григорія XI

У 1371, 1372, 1375 роках Григорій XI видав кілька булл, які стосувались Галицько-Волинських земель, нещодавно зайнятих польськими та угорськими феодалами. В цих документах Григорій закликає усунути із своїх престолів руських єпископів, та встановити на їх місці латинських. Папа виправдовує загарбання галицько-волинських земель називаючи його «визволенням» та щодо руських кліриків використовує такі епітети як «негідні» та «схизматики».